# People's Law Office
People's Law Office (PLO) és un bufet d'advocats de Chicago fundat l'any 1969 que representa persones que han estat objecte de maltracte per part d'agents de l'administració pública.

## Història
Arran de la Convenció Nacional Demòcrata de 1968 celebrada a Chicago en què centenars de persones van ser arrestades i acusades penalment durant les protestes, un grup d'advocats va decidir de treballar en i amb el moviment pel canvi social i polític. PLO es va organitzar com un col·lectiu no jeràrquic en què tots els advocats que treballen a l'oficina durant uns quants anys esdevenen socis iguals, tenen la mateixa capacitat de decisió i reben la mateixa remuneració.

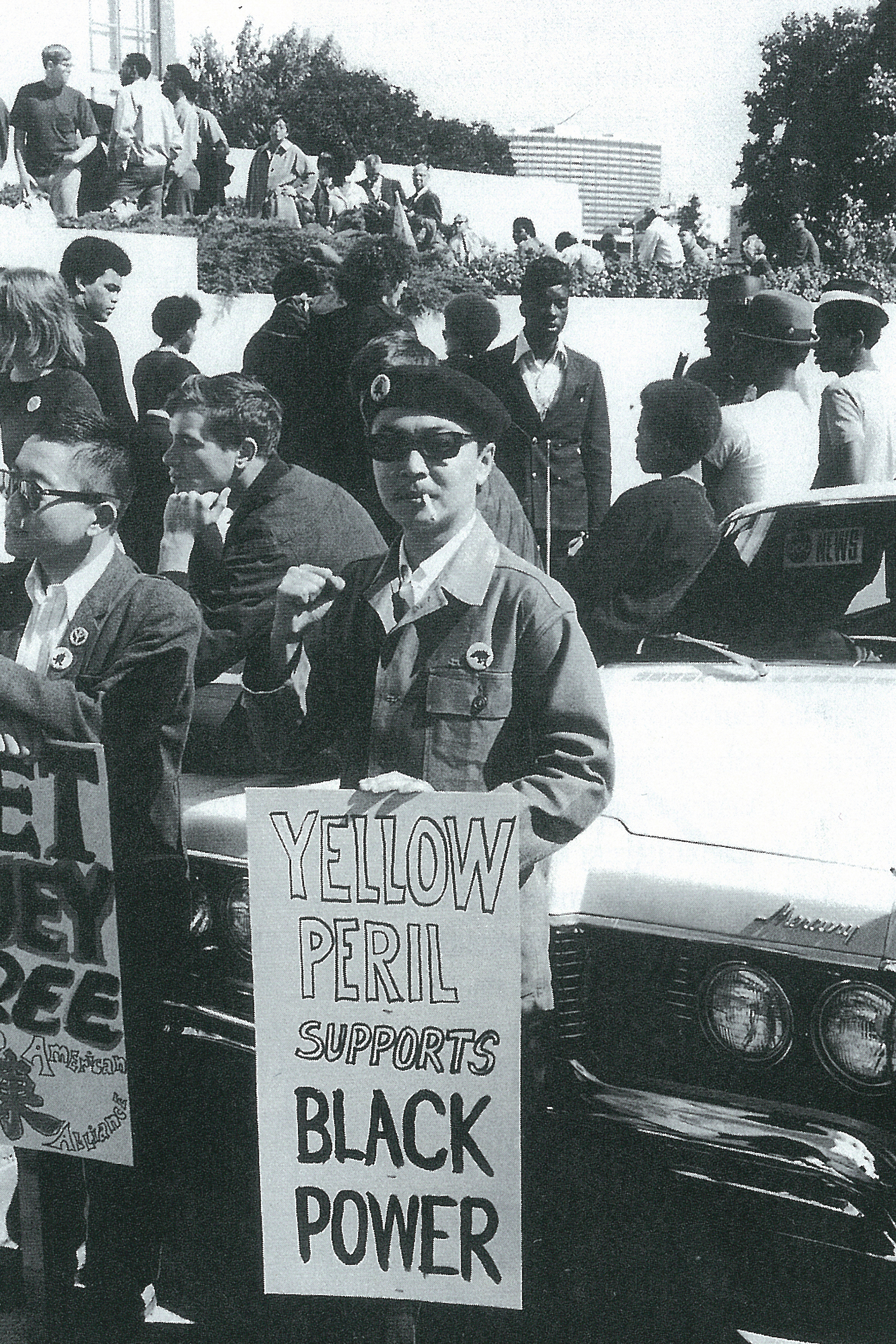

En els seus primers anys, PLO es va destacar per la representació del Partit Pantera Negra (BPP), i en particular per representar a Fred Hampton. Hampton i un altre líder del BPP, Mark Clark, van ser assassinats en una operació policial a casa seva a primera hora del matí del 4 de desembre de 1969. Els advocats de PLO van prendre la iniciativa d'investigar el cas i van revelar la falsedat de la versió policial segons la qual s'havia produït un tiroteig a l'apartament. Els advocats de PLO van poder demostrar en el judici que va durar 18 mesos que la policia va disparar tots els trets intercanviats menys un i que, per tant, havia comès un assassinat. La investigació i el judici van provar que el Govern federal dels Estats Units estava implicat en l'atac a través del programa COINTELPRO de l'FBI ideat per destruir el BPP, i que el guardaespatlles de Hampton era un informador de l'FBI. El tribunal d'apel·lacions federal va trobar que hi havia proves substancials d'una conspiració entre l'FBI, l'advocat de l'estat del comtat de Cook, Edward Hanrahan, i la policia per assassinar Hampton i destruir el BPP.
Els advocats de PLO també van representar els presos després de la massacre de la Presó d'Attica de 1971 a l'estat de Nova York. Quan 62 presos van ser acusats de crims derivats del motí, però cap funcionari del govern va ser acusat de les 39 morts ni de les tortures, els advocats de PLO es van traslladar a Buffalo. Finalment, gairebé tots els presos van ser absolts o els càrrecs contra ells van ser desestimats. El 1976, el governador de Nova York, Hugh Carey, va indultar tots els presos que s'havien declarat culpables a canvi de la reducció de les penes. Els advocats de PLO es van unir amb altres advocats per a presentar una causa civil per danys en nom dels presos i contra el sistema de presons estatal. Aquest cas va continuar durant anys i finalment va donar lloc a un acord per als presos de 12 milions de dòlars.
PLO també va representar presos d'altres presons durant la dècada del 1970, desafiant la segregació racial i lluitant contra els règims d'aïllament. Després d'un motí a la presó de Pontiac el 1978, els advocats de PLO van ajudar a coordinar la defensa legal dels presos acusats de delictes subjectes a la pena de mort. Tots els presos acusats de delictes capitals van ser finalment absolts o els càrrecs van ser retirats. PLO continua involucrat en litigis relacionats amb la manca d'atenció mèdica a les presons i la manca de prevenció eficaç contra el suïcidi a la presó.
A la dècada del 1970 PLO va representar els revolucionaris que formaven part del moviment independentista porto-riqueny: Óscar Collazo, Andrés Figueroa Cordero, Irvin Flores, Lolita Lebrón i Rafael Cancel Miranda. Collazo havia estat condemnat per l'intent d'assassinat del president Harry Truman el 1950, i els altres quatre havien estat condemnats pel tiroteig al Capitoli dels Estats Units de 1954. Cordero va sortir de la presó el 1978 perquè tenia un càncer terminal i, el 1979, es van commutar les penes dels quatre que quedaven a la presó i van quedar en llibertat.

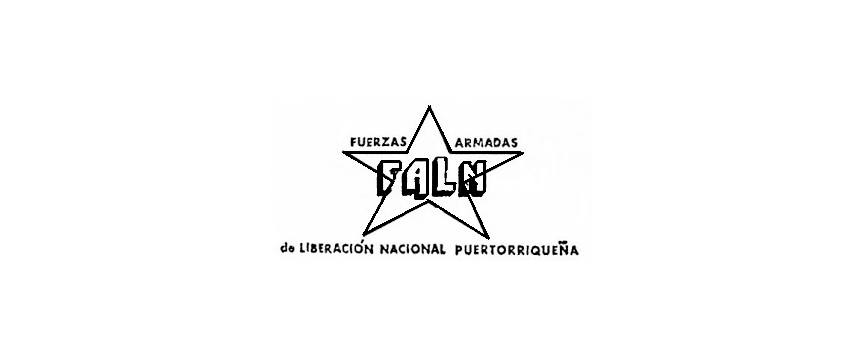

L'any 1980, quan 11 presumptes membres porto-riquenys de les Forces Armades d'Alliberament Nacional van ser arrestats i acusats de nombrosos delictes, inclòs el de conspiració sediciosa, es van negar a reconèixer l'autoritat dels tribunals dels EUA i van afirmar que eren presoners de guerra i no criminals. Els advocats de PLO van preparar una petició al Comitè de Descolonització de l'ONU i a la Comissió de Drets Humans en suport de la seva posició. El 1985, PLO va començar a representar un suposat membre de l'Ejército Popular Boricua, una organització armada independentista de Puerto Rico, que va ser acusat a Hartford de conspiració per a robar a Wells Fargo 7,3 milions de dòlars. Durant les dècades del 1980 i 1990, PLO va supervisar les condicions penitenciàries dels presos polítics porto-riquenys i va denunciar les vulneracions dels seus drets humans, participant en reunions amb el Departament de Justícia i la Casa Blanca, defensant la seva excarceració i coordinant-se amb la campanya per al seu alliberament. El 1999, com a resposta a aquest pressió, el president Bill Clinton va autoritzar l'excarceració gradual de la majoria dels presos. El polític Oscar López Rivera va negar-s'hi perquè no incloïa tots els presos. Els presos no inclosos en l'oferta del president Clinton van ser alliberats el 2009 i el 2010. Abans de deixar el càrrec el 2017, el president Barack Obama va commutar la condemna d'Oscar López, permetent-li recuperar la llibertat el 17 de maig de 2017.
A la dècada del 1980 PLO va continuar aquesta labor de defensa d'estudiants, ecologistes i activistes polítics que protestaven contra les intervencions militars dels EUA a Amèrica Central, Sud-àfrica i Orient Mitjà. PLO va representar manifestants que van ser arrestats a causa d'exercir l'acció directa i la desobediència civil.

### Segle XXI
El 2003, PLO va representar més de 800 persones que van ser arrestades en una manifestació contra la Guerra de l'Iraq iniciada en el marc de la Guerra contra el terrorisme. Els advocats de PLO van presentar una demanda col·lectiva afirmant que les detencions eren inconstitucionals. Tot i que un jutge va desestimar el cas perquè la manifestació no estava autoritzada, un tribunal d'apel·lacions va considerar que l'Ajuntament de Chicago podria ser-ne responsable perquè la policia no havia donat ordres de dispersió als manifestants abans de detenir-los. El cas es va resoldre i l'Ajuntament va acceptar pagar 6,2 milions de dòlars als demandants.
PLO també ha participar en la defensa dels membres del moviment Occupy i dels manifestants arrestats durant les protestes de maig de 2012 contra la cimera de l'OTAN a Chicago. També ha treballat en diversos casos contra la pena capital, ha aconseguit la revocació de diverses sentències de pena de mort i ha perseguit nombrosos casos de corrupció judicial.
En els darrers anys, PLO ha representat cada cop més persones de la comunitat LGBTQ que han estat objectiu o castigades en el sistema legal penal per la seva identitat de gènere o orientació sexual, persones que han estat escorcollades, assetjades o discriminades de manera il·legal i inconstitucional mentre estaven sota custòdia policial, i homosexuals que són acusats falsament de participar en actes sexuals públics. PLO també participa en els esforços per obligar els departaments de policia a canviar les seves polítiques pel que fa al tractament de persones transgènere mentre es troben sota custòdia policial.